# Village d'Allan
Les ruines du vieux village d'Allan (Drôme) et de son château surplombent le couloir rhodanien, à 6 kilomètres à l'est de Montélimar.

## Historique
Ce bourg n'est plus habité depuis 1907, le village s'étant installé en plaine dans les années 1830.
Tout commence au XIIe siècle et on situe au XIVe siècle l'extension définitive du village. Une église y fut construite entre 1601 et 1620 portant le nom d'église Saint Jean-Baptiste. Les aménagements défensifs extérieurs datent des XVIe au XVIIIe siècles. La porte principale, surmontée de l'emplacement des armoiries du seigneur a été construite en 1613.
Le bourg est ceint par un barry ou rempart percé de 4 portes (La Fontaine, Porte Neuve, Porte de Monjoux, Porte Nord du château).
Il fut possédé par 3 grandes familles seigneuriales qui y construisirent 2 châteaux :
- les Adhémar de Monteil, seigneurs de Montélimar ;
- les Poitiers Valentinois (et Poitiers d’Allan) ;
- les Papes Saint-Auban : dans leur descendance jusqu'à Françoise Hippolyte Leriget de La Faye, marquise de La Tour-du-Pin-Mautauban de La Chaux qui mourut en 1814 au château de Condé.

En 1857, le village en bas, « la Bégude », fut déclaré seul centre paroissial puis communal : la vie au village perché était très difficile, les chemins rocailleux, élevés ; les communications peu pratiques : le progrès était dans la plaine...
En 1878 furent vendues à l'encan les matériaux de l'ancienne mairie (maison commune), de l’église saint Jean-Baptiste, des cimetières, etc.
Depuis 1988, l'association « Allan, pierres et mémoire » a entrepris de faire revivre ce vieux village par le biais de travaux de débroussaillage du site, consolidation des murs, et l'organisation de spectacles.